# 218.
◄ | 2. stoljeće | 3. stoljeće | 4. stoljeće | ►
◄ | 180-ih | 190-ih | 200-ih | 210-ih | 220-ih | 230-ih | 240-ih | ►
◄◄ | ◄ | 215. | 216. | 217. | 218. | 219. | 220. | 221. | ► | ►►
Astronomija • Književnost • Kršćanstvo

## Smrti
- Dijadumenijan, rimski car (* 208.)

## Vanjske poveznice
|  | Zajednički poslužitelj ima još gradiva o temi 218. |